# Supercopa de los Países Bajos 2002
La Supercopa de los Países Bajos 2002 (Johan Cruijff Schaal 2002 en neerlandés) fue la 13.ª edición de la Supercopa de los Países Bajos. El partido se jugó el 11 de agosto de 2002 en el Amsterdam Arena entre el Ajax de Ámsterdam, campeón de la Eredivisie 2001-02 y de la KNVB Beker 2001-02, contra el PSV Eindhoven, subcampeón de la Eredivisie. Ajax ganó por 3-1 en el Amsterdam Arena frente a 40.200 espectadores.
| Ajax de Ámsterdam |  | Bandera de los Países Bajos |  | Campeón de la Eredivisie 2001-02 Campeón de la Copa de los Países Bajos 2001-02 |
| PSV Eindhoven     |  | Bandera de los Países Bajos |  | Subcampeón de la Eredivisie 2001-02                                             |

## Partido
| 11 de agosto de 2002, 18:00 | Ajax de Ámsterdam                | 3:1 (1:1) | PSV Eindhoven | Amsterdam Arena, Ámsterdam                                  |                                                             |
|                             | van der Vaart 41' 76' · Mido 54' | Reporte   | 10' Kežman    | Asistencia: 40.200 espectadores Árbitro(s): Jack van Hulten | Asistencia: 40.200 espectadores Árbitro(s): Jack van Hulten |

|                                      |
| Campeón Ajax de Ámsterdam 4.º título |